# 가와사끼조선초급학교
가와사끼조선초급학교(일본어: 川崎朝鮮初級学校 가와사키 조선 초급학교[*])는 일본 가와사키시 가와사키구에 위치한 조선학교이다.

## 연혁
- 1946년
  - 3월 1일 - 가와사키 아사리 다이이치학원, 제2학원 설립
  - 11월 1일 - 각지의 국어교습소를 통합하여 가와사키 조련초등학원으로 창립
- 1947년 1월 28일 - 가와사키 조련 초등학원으로 개칭
- 1949년
  - 10월 19일 - 조선학교 폐쇄령 으로 강제 폐쇄
  - 11월 4일 - 가와사키 시립 사쿠라모토 초등학교 분교로서 수업 재개
- 1954년 9월 - 현재 위치로 이전
- 1955년 4월 1일 - 교명을 가와사키 조선 초급학교로 개칭
- 1957년 4월 8일 - 한국에서 최초의 교육원조비 송부
- 1965년
  - 4월 1일 - 부속 유치반 병설
  - 12월 24일 - 학교 설치 인가를 취득해 학교법인 가나가와 조선 학원 가와사키 조선 초급 학교가로 변경
- 1966년 2월 1일 - 사쿠라모토 고분교에서 자주학교로 이관
- 1970년 11월 28일 - 4층 철근 콘크리트 구조의 현 교사 준공
- 1971년 4월 1일 - 중급부 병설. 교명을 가와사키 조선 초중급학교로 개칭
- 1972년 - 제12회 요미우리 소년 차구 대회에서 우승
- 1977년 3월 - 오모니회를 결성
- 1979년 4월 - 오모니회가 통학버스를 기증
- 1988년 11월 13일 - 체육관 신축과 교사 개장 준공식
- 1989년 4월 - 가와사키시 학교 아동 등 보호자 보조금을 교부
- 1996년
  - 8월 23일 - 제1회 아시아환태평양 바둑대회에 재학생이 조선대표로 참여
  - 10월 27일 - 학교 창립 50주년 기념 행사
  - 11월 17일 - 국제 아마추어 쌍 바둑 선수권 대회에 재학생이 조선 대표로 참여
- 2001년 11월 - 학교 창립 55주년 기념 행사
- 2002년 9월 - 가와사키 조선 초중급 학교 자선 금강산 가극단 0 공연
- 2004년 10월 - 올해 이후 가와사키 대교류 축제를 예년 개최
- 2005년 4월 1일 - 학교명을 가와사키 조선 초급학교로 개칭, 중급부가 가나가와 중고중급부 에 통합
- 2006년
  - 9월 - 토요일 아동 교실 “하나” 개강
  - 11월 12일 - 학교 창립 60주년 기념 동포 축하회 개최
- 2010년대 - 화장실과 외벽 수선 공사, ICT 교육을 위한 무선 LAN 환경의 정비, 운동장의 인공 잔디화 등을 진행
- 2016년 12월 4일 - 가와사키 초급 창립 70주년 기념식
- 2023년 - 53년간 사용된 초급부가 사용하는 현 교사 재건축에 따라 일시 쓰루미 조선 초급학교 로 교장을 이동

## 학과
- 초급부
- 유치반